# Pierre Carteus
Pierre Carteus (24 de setembre de 1943 - 4 de febrer de 2003) fou un futbolista belga.

## Selecció de Bèlgica
Va formar part de l'equip belga a la Copa del Món de 1970.